# Førstevælger
Førstevælger var et dansk quiz-program, der blev sendt på DR1 7 gange i 2006. 
Programmet havde hver uge 2 børn i studiet, der var holdkaptajner for hver deres hold. De skulle vælge deres hold fra publikum og 4 kendte. Værten på programmet var Peter Palshøj.

## Medvirkende

### Program 1
- Mira Wanting – dansk skuespillerinde
- Mia Lyhne – dansk skuespillerinde
- Peter Ingemann – dansk tv-vært
- Johnny Hansen – Dansktopsanger

### Program 2
- Bo Spellerberg – dansk håndboldspiller
- Mikkeline Kierkgaard – tidligere skøjteprinsesse
- Kim Bildsøe Lassen – vært på TV-Avisen
- Sara Bro – dansk tv-vært

### Program 3
- Carl-Mar Møller – parterapeut
- Joachim B. Olsen – kuglestødder
- Gigi Freddie Petersen – Danser og sanger
- Louise Wolff – Radio- og TV-vært

### Program 4
- Jytte Abildstrøm – skuespillerinde
- Iben Tinning – golfspiller
- Morten Resen – Radio- og TV-vært
- Lasse Spang Olsen – Skuespiller og instruktør

### Program 5
- Kenneth Carlsen – tennisspiller
- Puk Elgård – tv-vært
- Camilla Ottesen – tv-vært
- Karl Bille – skuespiller

### Program 6
- Johnny Bredahl – Bokser
- Marie Christensen-Dalsgaard – tv-vært
- Jeppe Vig Find – tv-vært
- Trine Appel – skuespiller

### Program 7
- Kanonkongen – radiovært
- Kaya Brüel – skuespiller og sangerinde
- Signe Lindquist – tv-vært
- Kim Milton – fodbolddommer

| Fjernsyn | Spire Denne artikel om et tv-program er en spire som bør udbygges. Du er velkommen til at hjælpe Wikipedia ved at udvide den. |